# Лимодорум
Лимодорум (лат. Limodorum) — род травянистых растений семейства Орхидные (Orchidaceae), распространённый в Средиземноморье.

## Ботаническое описание
Растение сапрофитное, лишённое зелёных листьев, со стеблями одетыми чешуевидными влагалищами.
Листочки околоцветника вверх стоячие, наружные продолговато-ланцетные, внутренние короче и значительно уже; губа с длинным, тонким, цилиндрическим, вниз обращённым шпорцем, при основании сросшаяся с колонкой, задняя её часть (гипохилий) короткая и сравнительно узкая, передняя (эпихилий) широкая, овальная, тупая, со слегка волнистыми краями; колонка длинная; поллинии в числе 2, продолговатые, сидячие на округлом прилипальце.

## Виды
Род включает 3 вида:
- Limodorum abortivum (L.) Sw. typus[1] — Лимодорум недоразвитый
- Limodorum rubriflorum Bartolo & Pulv.
- Limodorum trabutianum Batt.